# Dusona meridionator
Dusona meridionator är en stekelart som beskrevs av Aubert 1960. Dusona meridionator ingår i släktet Dusona och familjen brokparasitsteklar. Inga underarter finns listade i Catalogue of Life.